# Nouvelle École
Nouvelle École es una revista anual de política y filosofía francesa que se fundó en París en 1968 por un grupo de etnonacionalistas denominado grece. La revista es punto de referencia de la Nouvelle Droite (Nueva Derecha) en Francia. El director de Noucelle École, Alain de Benoist, saludó el nacimiento de la revista como "el nacimiento de la Nueva Derecha".

## Historia
Nouvelle École (literal, Nueva Escuela) apareció el 11 de marzo de 1968. En 2023 el director de la revista es Alain de Benoist, y su redactor jefe es Eric Maulin.
William H. Tucker y Bruce Lincoln descrito Nueva Escuela como la "versión francesa de Mankind Quarterly", revista publicada en Irlanda del Norte. El historiador James G. Shields la describió como el equivalente de la revista alemana Neue Anthropologie. La revista se interesa por temas como la arqueología, biología, sociología, literatura, filosofía e historia de las religiones.